# Ikeda Katsumasa
Pour les articles homonymes, voir Ikeda.
Ikeda Katsumasa est un nom japonais traditionnel ; le nom de famille (ou le nom d'école), Ikeda, précède donc le prénom (ou le nom d'artiste).
Ikeda Katsumasa (池田 勝正, 1539-1578) est un daimyo de l'époque Azuchi Momoyama de l'histoire du Japon. Son père est Ikeda Nagamasa et son jeune frère Ikeda Tomomasa.
En 1563, Katsumasa devient chef du clan à la mort de son père Nagamasa. Auparavant, le clan Ikeda est vassal du clan Miyoshi. Cependant, au décès de Miyoshi Nagayoshi, le clan Miyoshi s'affaiblit et les obligés de ce clan sont divisés. Nagamasa reste loyal au clan Miyoshi et combat Itami Chikaoki qui s'allie avec Matsunaga Hisahide.
En 1568, lorsqu'Oda Nobunaga marche sur Kyoto avec son armée en soutien d'Ashikaga Yoshiaki, Ikeda Katsumasa le combat pour le compte du clan Miyoshi. Katsumasa perd la bataille et se rend. En conséquence, il se met au service de Nobunaga.
Nobunaga laisse Katsumasa, Chikaoki et Wada Koremasa diriger la province de Settsu ; il pense que s'il laisse des clans puissants, tels que le clan Ikeda, devenir ses obligés, ils se dirigeront dans la stabilité. Ils sont appelés les « trois shugo de Settsu » (摂津の三守護, Settsu no san shugo).
En 1570, Katsumasa est exclu du clan Ikeda en raison de conflits internes. Par la suite, il se réfugie auprès d'Ashikaga Yoshiaki, alors appelé Hosokawa Hujitaka, avant d'intégrer le clan Arima.

## Source de la traduction
- (en) Cet article est partiellement ou en totalité issu de l’article de Wikipédia en anglais intitulé « Ikeda Katsumasa » (voir la liste des auteurs).